# Aclista szelenyii
Aclista szelenyii is een vliesvleugelig insect uit de familie van de Diapriidae. De wetenschappelijke naam van de soort is voor het eerst geldig gepubliceerd in 1938 door Moczar.